# Bazylika Biskupia w Płowdiwie
Bazylika Biskupia (również Wielka Bazylika) – wczesnochrześcijańska świątynia w Płowdiwie. Jej ruiny odkryto i wykopano w latach 1982–1986. W 2021 roku ruiny przeniesiono do muzeum.
W 2018 roku została wpisana na listę informacyjną UNESCO.

## Historia
Bazylika jest datowana na okres II–VI wieku. Jej całkowita długość wynosiła 86,30 m, a jej szerokość 38,50 m. Jest znana z wczesnochrześcijańskich mozaik pokrywających nawy boczne. Została odkryta podczas wykopalisk archeologicznych prowadzonych w latach 1982–1986. W 2018 roku została wpisana na listę informacyjną UNESCO.

## Galeria

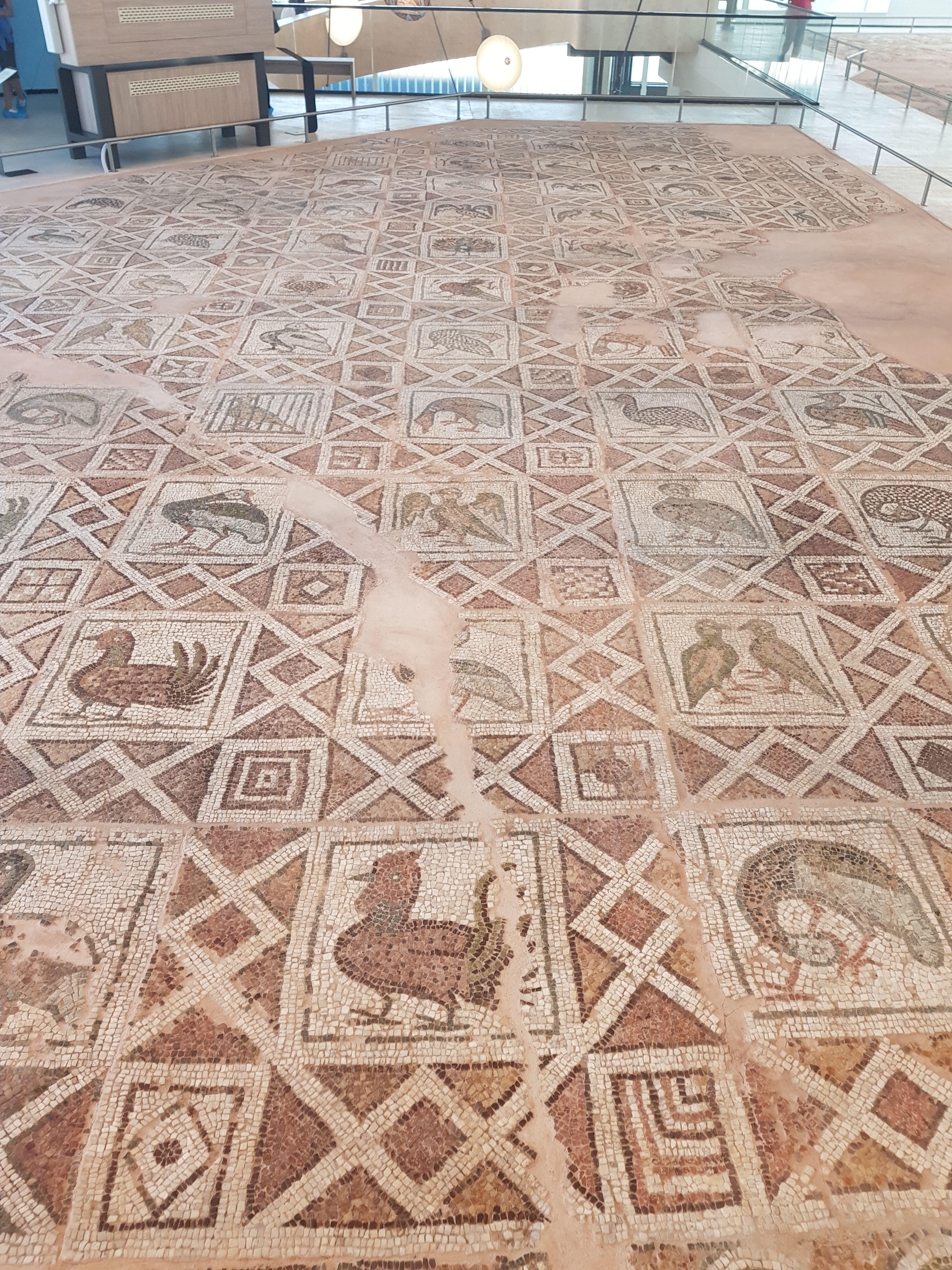
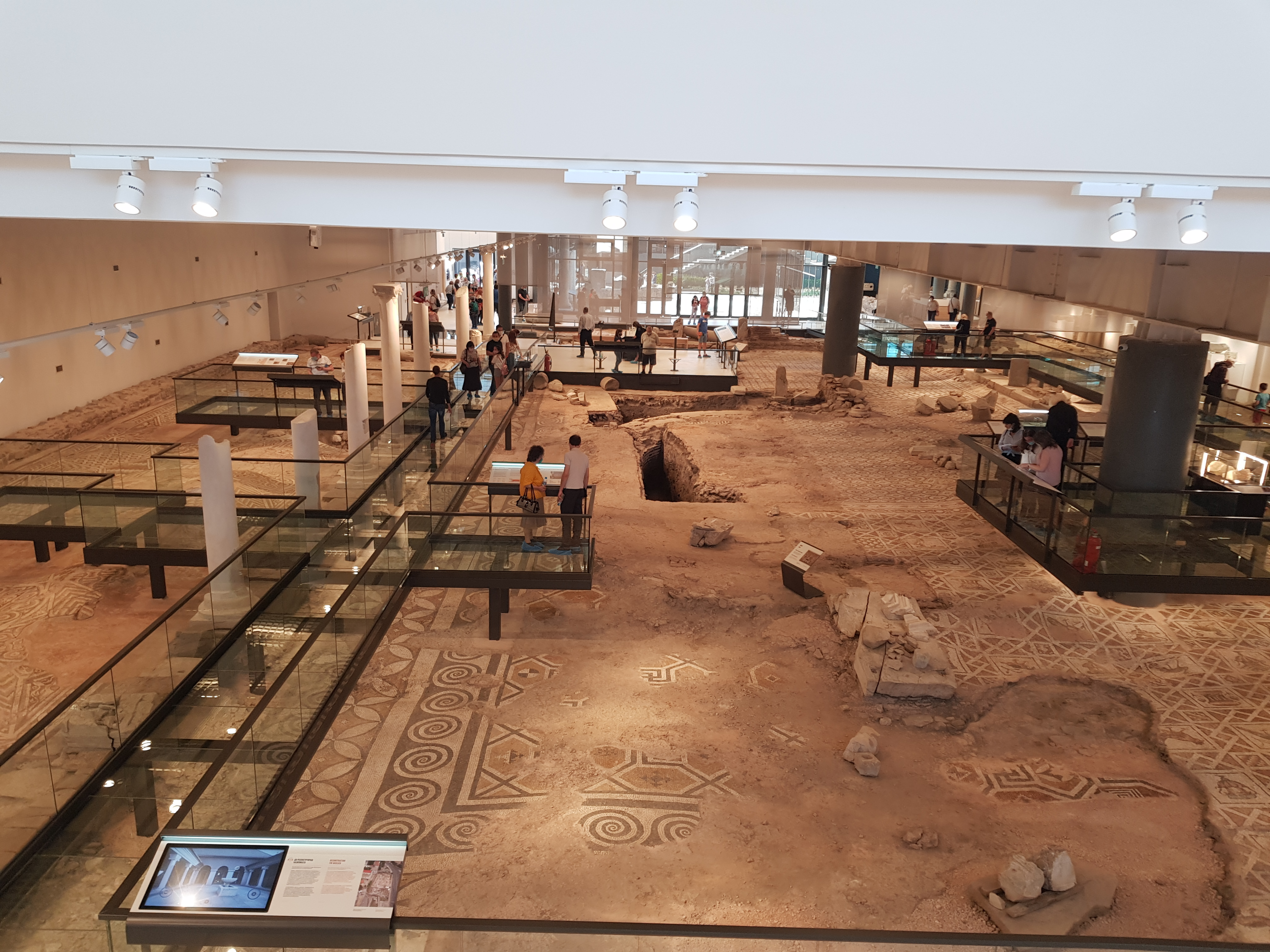
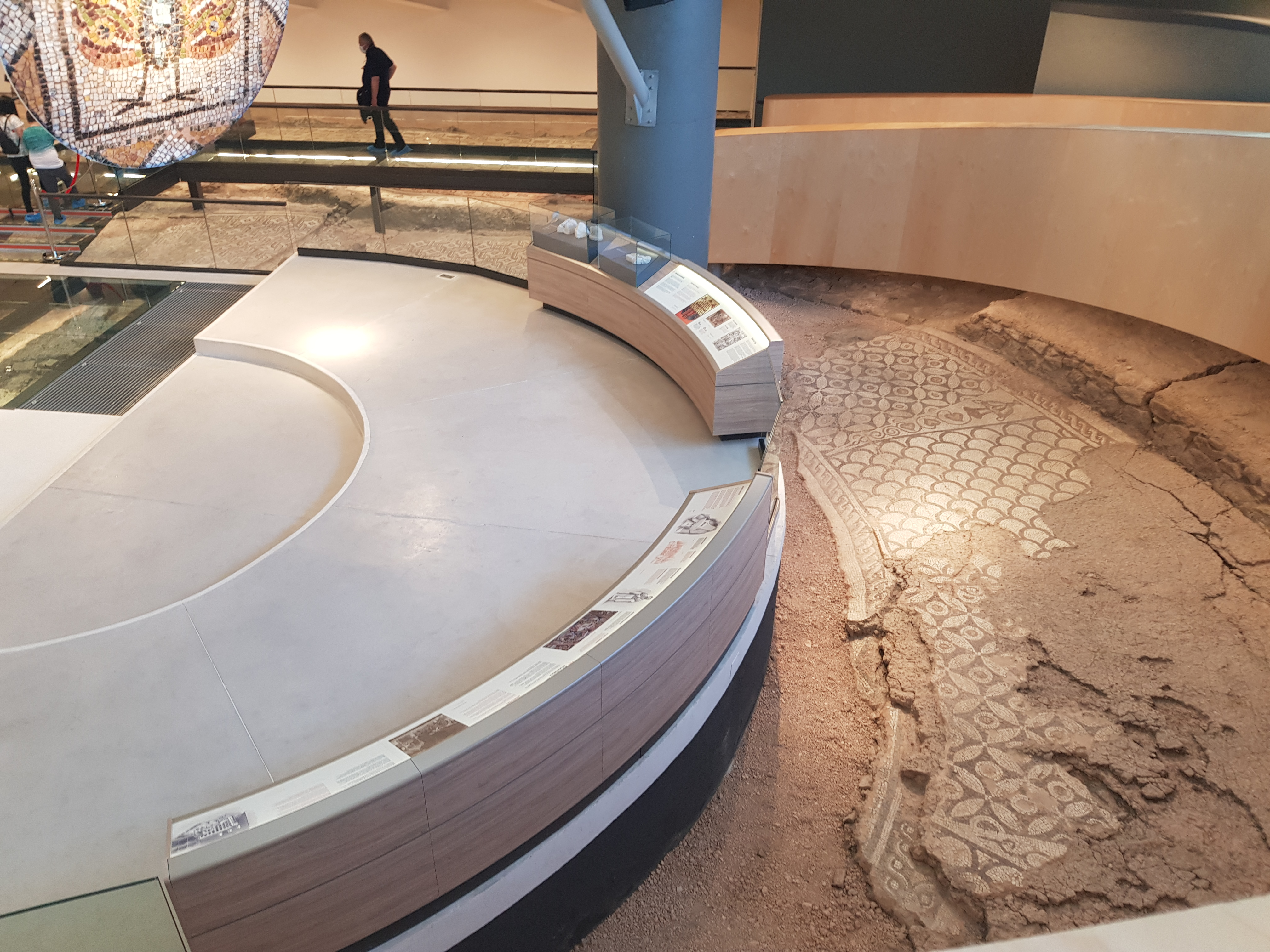
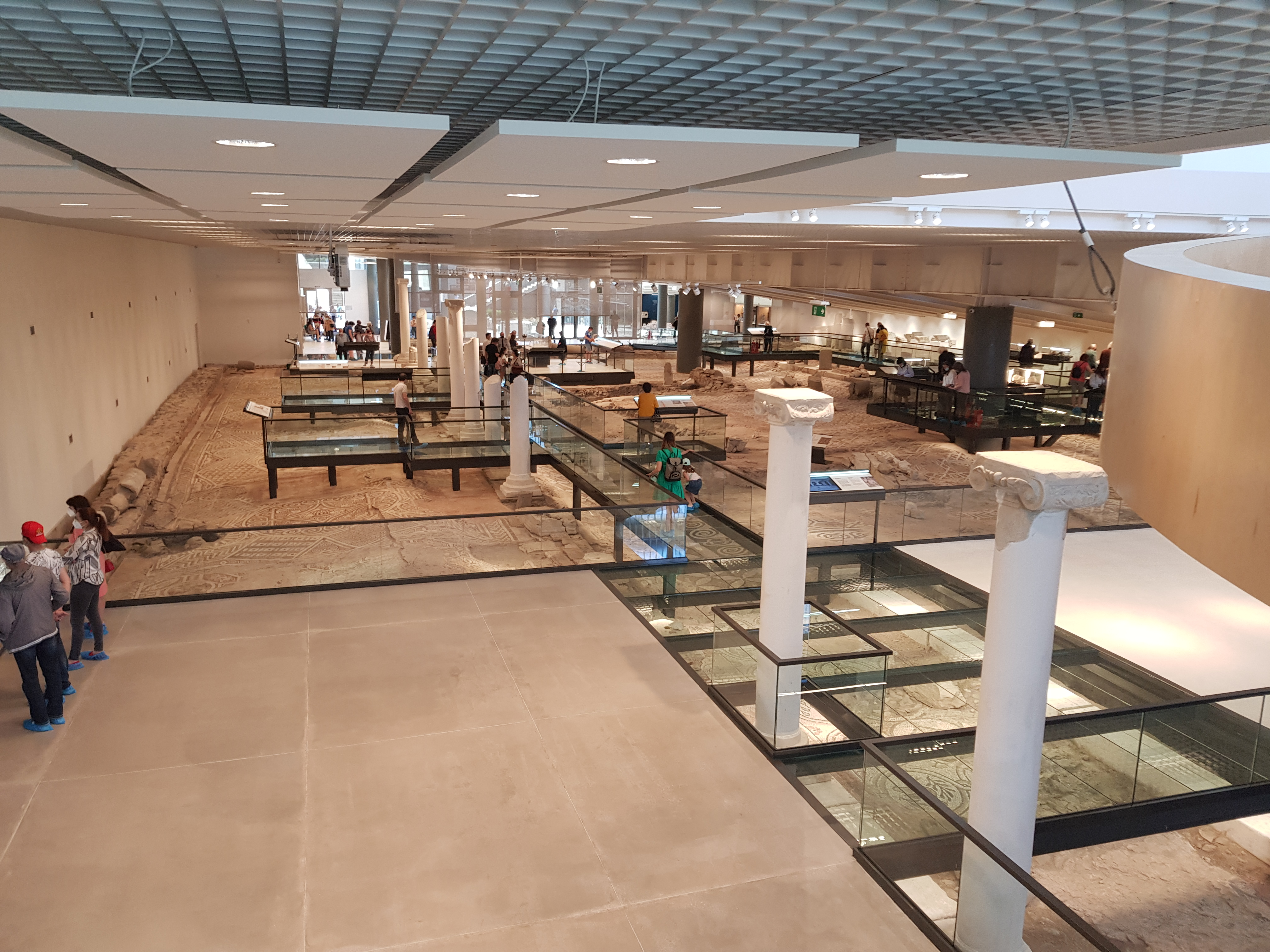
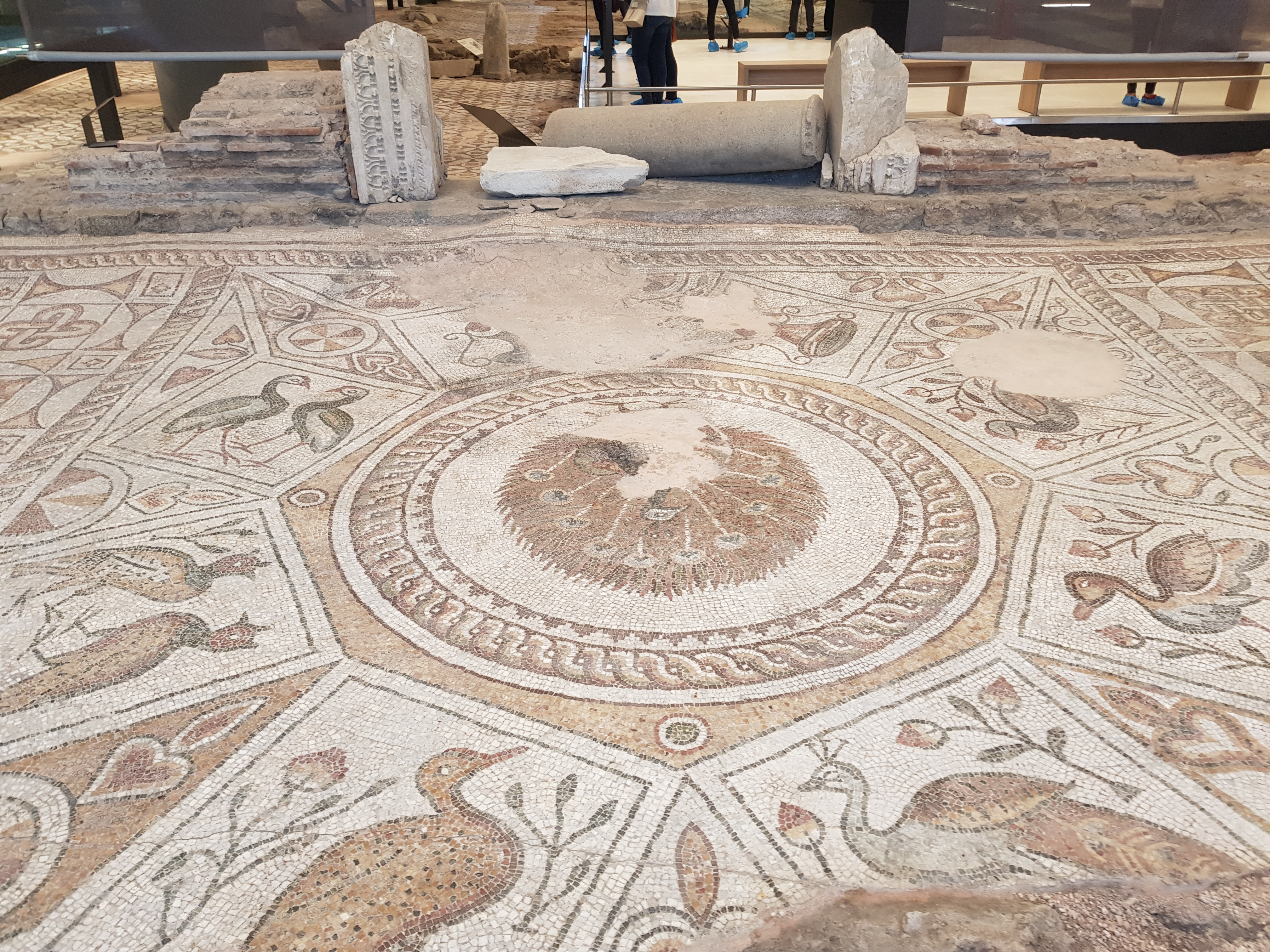